# Potentilla longifolia
Potentilla longifolia är en rosväxtart som beskrevs av Carl Ludwig von Willdenow. Potentilla longifolia ingår i Fingerörtssläktet som ingår i familjen rosväxter. Utöver nominatformen finns också underarten P. l. villosa.